# Vincenzo Mirabella
Pour les articles homonymes, voir Mirabella (homonymie).
Vincenzo Mirabella (né à Syracuse en 1570  et mort à Modica en 1624) est un historien et antiquaire sicilien.

## Biographie
Né en 1570 à Syracuse, d’une famille noble, il s’appliqua avec une égale ardeur à l’étude des mathématiques, de la géographie et de l’histoire. Il cultiva aussi la poésie et la musique ; mais il ne regarda les arts que comme un délassement. La douceur de son caractère et ses talents lui firent de nombreux amis. Il était membre de l’Académie des Lyncéens de Rome et des Oziosi de Naples Il mourut en 1624, à Modica, et fut inhumé dans l’église Sainte-Marie-des-Grâces, où l’on voit son épitaphe, rapportée par Mongitore (Bibl. sicula, II, 290) Plusieurs écrivains, entre autres Philip Cluwer, ont parlé de Mirabella avec éloge.

## Œuvres
- Madrigali, Palerme, 1606, in-4°. Ce volume ne renferme que le premier livre ; on ignore s’il a eu une suite.
- Dichiarazioni della pianta dell’antiche Siracuse, e d’alcune scelte medaglie d’esse. e de’ principi che quelle possedettero, Naples, 1613, in-fol., fig. Cet ouvrage, rare et curieux, a été inséré par Giacomo Bonanni dans le tome II Dell’antica Siracusa, Palerme, 1717 ; il a été traduit en latin et imprimé dans le Thesaur. antiquitatum Italiæ, de Burmann, tome X. Mirabella a laissé en manuscrit une Histoire de Syracuse.